# Blef
Blef, bluff – taktyka mająca na celu wprowadzenie w błąd innych uczestników gry, głównie karcianej. Słowo blef trwale weszło do języka potocznego i oznacza celowe wprowadzenie innych osób w błąd.

## Blef wbrydżu
W brydżu celowe zalicytowanie odzywki niezgodne z jej normalnym znaczeniem w celu wprowadzenia w błąd przeciwników. Efektem ubocznym może być wprowadzenie w błąd również partnera.
Przykładowo blefem jest otwarcie na trzeciej ręce licytacji odzywką 1BA z kartą: ♠xxx ♥xx ♦xx ♣KDWxxx. Warunkiem zdecydowanie zwiększającym skuteczność blefu są korzystne założenia i zlimitowanie siły ręki partnera (np. gdy partner jest po pasie, to jego siła jest zlimitowana do 11 punktów).

## Blef wpokerze
W pokerze sposób prowadzenia licytacji nieadekwatny do posiadanego układu kart, mający na celu zmuszenie przeciwnika do konkretnego rodzaju działań. Główną formą blefu jest pewne, agresywne (stawianie zakładów, podbijanie) i szybkie rozgrywanie słabej ręki, które ma przekonać przeciwnika, że jego karty są słabsze i wymusić ich spasowanie. Blefem jest też udawane bojaźliwe (czekanie, długie zastanawianie się nad sprawdzeniem) licytowanie mocnego, wygrywającego układu tak, aby wciągnąć pozostałych graczy do rozgrywki i zarobić od nich możliwie najwięcej żetonów.